# Szkoła wenecka
Terminem szkoła wenecka określa się styl muzyki tworzonej przez kompozytorów czynnych w Wenecji w latach od około 1550 do około 1610. Weneckie kompozycje polichóralne końca XVI wieku należały do najbardziej znanych wydarzeń muzycznych w Europie, a ich wpływ na praktykę muzyczną w innych krajach był ogromny. Innowacje wprowadzone przez szkołę wenecką w dużej mierze określają koniec renesansu w muzyce i początek baroku.
Były dwa ważne czynniki, które wpłynęły na powstanie szkoły weneckiej. Pierwszym i najważniejszym była architektura wspaniałej bazyliki św. Marka w Wenecji, z jej wyjątkowym wnętrzem z dwoma chórami muzycznymi położonymi naprzeciwko siebie. Z powodu obszerności wnętrza bazyliki konieczne było rozwinięcie stylu muzycznego wykorzystującego pogłos, zamiast próbującego z nim walczyć. W ten sposób powstał wenecki styl polichóralny, którego cechami charakterystycznymi były: rozwój stylu koncertującego, monumentalne utwory wokalno-instrumentalne o dużej obsadzie, z wyrazistymi partiami instrumentalnymi. Grupy chóralne oraz instrumentów muzycznych w jednych momentach współzawodniczące ze sobą, w innych współgrające, jednoczone były przez dźwięk organów. Pierwszym kompozytorem, który słynął z wykorzystania tego efektu był Adrian Willaert, maestro di cappella bazyliki św. Marka od 1527 aż do śmierci w 1562. Gioseffo Zarlino, jeden z najbardziej wpływowych teoretyków muzyki swego czasu nazwał Willaerta "nowym Pitagorasem". Wpływ Willaerta nie tylko jako kompozytora, ale również jako nauczyciela, był głęboki.
Drugim czynnikiem, który miał wpływ na rozwój twórczości muzycznej, był druk. Na początku XVI wieku Wenecja stała się ważnym centrum drukarstwa muzycznego. Przybywali tu kompozytorzy z całej Europy, aby czerpać korzyści z nowego wynalazku, który w tym czasie liczył zaledwie dziesięć lat. W Wenecji pojawiło się wielu twórców z Europy północnej (szczególnie Flamandowie i Francuzi), którzy mieli opinię najbardziej utalentowanych w Europie.
Szczytem rozkwitu szkoły weneckiej były lata 80. XVI wieku, gdy Andrea Gabrieli ze swoim uczniem i bratankiem Giovannim Gabrielim stworzyli ogromną liczbę dzieł na wiele chórów, grup instrumentów dętych i smyczkowych oraz organy. Dzieła te były pierwszymi, które zawierały wskazówki wykonawcze dotyczące dynamiki i jednymi z pierwszych zawierających dokładną instrumentację. W tym czasie organistami w bazylice byli m.in. Claudio Merulo i Girolamo Diruta, których styl wykonawczy i dzieła teoretyczne miały wpływ na następne pokolenia muzyków w północnej Europie, osiągając kulminację w twórczości Jana Pieterszoona Sweelincka, Dietricha Buxtehudego i J.S. Bacha.
Określenie szkoła wenecka jest czasem używane w odróżnieniu od współczesnej jej szkoły rzymskiej, której muzyka miała inny charakter. Innymi ważnymi ośrodkami aktywności muzycznej tego czasu we Włoszech były Florencja, Ferrara, Padwa, Mantua i Mediolan.

## Kompozytorzy
Główni przedstawiciele szkoły weneckiej:
- Adrian Willaert (ok. 1490-1562);
- Andrea Gabrieli (ok. 1510-1586);
- Nicola Vicentino (1511 - ok. 1576);
- Cipriano de Rore (ok. 1515-1565);
- Gioseffo Zarlino (1517-1590);
- Costanzo Porta (ok. 1529-1601);
- Claudio Merulo (1533-1604);
- Girolamo Diruta (ok. 1554 - po 1610);
- Girolamo Dalla Casa(inne języki) (zm. 1601);
- Giovanni Gabrieli (ok. 1555-1612);
- Giovanni Croce (ok. 1557-1609).